# OTI 1974
La III edición del Gran Premio de la Canción Iberoamericana o el Festival de la OTI fue llevada a cabo el 26 de octubre de 1974 en el Teatro Juan Ruiz de Alarcón, en Acapulco. Su presentador fue el destacado hombre de la televisión mexicana Raúl Velasco, quien sería a la postre el hombre que animaría en la mayor cantidad de ocasiones de este festival. Junto a él, hizo las veces de coanimadora a Lolita Ayala.

## Desarrollo
Se destacan las participaciones de un novel José Luis Rodríguez "El Puma" en representación de Venezuela, así como el nicaragüense Hernaldo Zúñiga, seis años antes de su mayor éxito, Procuro olvidarte. También llama la atención la presencia del chileno José Alfredo Fuentes, uno de los cantantes más populares en la historia de su país y quien dos años más tarde obtendría el tercer puesto en el Festival de la OTI. Otra extraordinaria intérprete y figura de la televisión como fue Charytín Goyco, quien representaría a su natal República Dominicana con una canción de su autoría y obtuvo una posición de su honor. También se destaca la participación por México de Enrique Cáceres, voz principal de Los Panchos entre 1966 y 1971; su canción, Quijote, estaba compuesta por Roberto Cantoral.
Una historia especialmente llamativa es la del tema representante de Puerto Rico, interpretado por la afamada intérprete Nydia Caro, de autoría suya y del argentino Ricardo Ceratto. La victoria fue alcanzada por Puerto Rico, con el tema Hoy canto por cantar, que alcanzaría el éxito a nivel continental, seguido por Guatemala y Venezuela, en el segundo y tercer lugar respectivamente. Como siempre ocurría en este certamen, al final se le invita al ganador a interpretar la canción ganadora. En este caso, Nydia Caro logró comenzar su interpretación, pero por la emoción no pudo concluirla. Y dedicó su triunfo a su padre, fallecido en aquellos días.
En 1974 debutaron siete países por lo que la competencia alcanzó la cifra récord de 19 participantes.
Por primera vez una mujer dirigió la orquesta en el festival, Gee Karlshonn, formando parte de la delegación de Panamá.
A nivel anecdótico, esta fue una de las dos ediciones de toda la historia del Festival de la OTI en la que México, España y Argentina quedaron fuera de los tres primeros clasificados. Exceptuando los años 1974 y 1983, en el resto de ediciones del Festival de la OTI, al menos uno de estos tres países quedó clasificado en el puesto 1º, 2º o 3º.

## Participantes
| País                  | Título de la canción               | Título de la canción          |
| País                  | Artista                            | Idioma                        |
| --------------------- | ---------------------------------- | ----------------------------- |
| Antillas Neerlandesas | «Quédate»                          | «Quédate»                     |
| Antillas Neerlandesas | Humberto Nivi                      | Español                       |
| Bolivia               | «Los muros»                        | «Los muros»                   |
| Bolivia               | Jenny                              | Español                       |
| Brasil                | «Porque»                           | «Porque»                      |
| Brasil                | Agnaldo Rayol                      | Portugués                     |
| Chile                 | «Amor, volveré»                    | «Amor, volveré»               |
| Chile                 | José Alfredo Fuentes               | Español                       |
| Colombia              | «Porque soy la mujer, esperé»      | «Porque soy la mujer, esperé» |
| Colombia              | Isadora                            | Español                       |
| Ecuador               | «Las tres mariposas»               | «Las tres mariposas»          |
| Ecuador               | Hilda Murillo                      | Español                       |
| El Salvador           | «Todo será de nosotros»            | «Todo será de nosotros»       |
| El Salvador           | Félix López                        | Español                       |
| España                | «Lapicero de madera»               | «Lapicero de madera»          |
| España                | Lia Uyá                            | Español                       |
| Estados Unidos        | «Pero...mi tierra»                 | «Pero...mi tierra»            |
| Estados Unidos        | Rosita Peru                        | Español                       |
| Guatemala             | «Yo soy»                           | «Yo soy»                      |
| Guatemala             | Tanya Zea                          | Español                       |
| Honduras              | «Río viejo, viejo amigo»           | «Río viejo, viejo amigo»      |
| Honduras              | Moisés Canelo                      | Español                       |
| México                | «Quijote»                          | «Quijote»                     |
| México                | Enrique Cáceres                    | Español                       |
| Nicaragua             | «Gaviota»                          | «Gaviota»                     |
| Nicaragua             | Hernaldo Zúñiga                    | Español                       |
| Panamá                | «La tierra es de todos»            | «La tierra es de todos»       |
| Panamá                | Orlando Morales y Marcos Rodríguez | Español                       |
| Perú                  | «Mujer primera»                    | «Mujer primera»               |
| Perú                  | César Altamirano                   | Español                       |
| Puerto Rico           | «Hoy canto por cantar»             | «Hoy canto por cantar»        |
| Puerto Rico           | Nydia Caro                         | Español                       |
| República Dominicana  | «Alexandra»                        | «Alexandra»                   |
| República Dominicana  | Charytín Goyco                     | Español                       |
| Uruguay               | «La montaña de la vida»            | «La montaña de la vida»       |
| Uruguay               | María Elisa                        | Español                       |
| Venezuela             | «Vuelve»                           | «Vuelve»                      |
| Venezuela             | José Luis Rodríguez "El Puma"      | Español                       |

## Resultados
| #                                                     | País                  | Artista(s)                         | Canción                     | Idioma     | Lugar | Puntos |
| ----------------------------------------------------- | --------------------- | ---------------------------------- | --------------------------- | ---------- | ----- | ------ |
| 1                                                     | República Dominicana  | Charytín Goyco                     | Alexandra                   | Castellano | 5     | 7      |
| 2                                                     | España                | Lia Uyá                            | Lapicero de madera          | Castellano | 4     | 9      |
| 3                                                     | Bolivia               | Jenny                              | Los muros                   | Castellano | 14    | 2      |
| 4                                                     | Guatemala             | Tania Zea                          | Yo soy                      | Castellano | 2     | 14     |
| 5                                                     | Uruguay               | María Elisa                        | La montaña de la vida       | Castellano | 7     | 4      |
| 6                                                     | Estados Unidos        | Rosita Peru                        | Pero...mi tierra            | Castellano | 15    | 1      |
| 7                                                     | Honduras              | Moisés Canelo                      | Río viejo, viejo amigo      | Castellano | 10    | 3      |
| 8                                                     | Antillas Neerlandesas | Humberto Nivi                      | Quédate                     | Castellano | 10    | 3      |
| 9                                                     | Panamá                | Orlando Morales y Marcos Rodríguez | La tierra es de todos       | Castellano | 15    | 1      |
| 10                                                    | El Salvador           | Félix López                        | Todo será de nosotros       | Castellano | 10    | 3      |
| 11                                                    | Ecuador               | Hilda Murillo                      | Las tres mariposas          | Castellano | 5     | 7      |
| 12                                                    | Brasil                | Agnaldo Rayol                      | Porque                      | Portugués  | 18    | 0      |
| 13                                                    | México                | Enrique Cáceres                    | Quijote                     | Castellano | 10    | 3      |
| 14                                                    | Chile                 | José Alfredo Fuentes               | Amor, volveré               | Castellano | 7     | 4      |
| 15                                                    | Nicaragua             | Hernaldo Zúñiga                    | Gaviota                     | Castellano | 7     | 4      |
| 16                                                    | Puerto Rico           | Nydia Caro                         | Hoy canto por cantar        | Castellano | 1     | 18     |
| 17                                                    | Perú                  | César Altamirano                   | Mujer primera               | Castellano | 18    | 0      |
| 18                                                    | Colombia              | Isadora                            | Porque soy la mujer, esperé | Castellano | 15    | 1      |
| 19                                                    | Venezuela             | José Luis Rodríguez                | Vuelve                      | Castellano | 3     | 11     |
| Lugar: Teatro Juan Ruiz de Alarcón - Acapulco, México |                       |                                    |                             |            |       |        |